# Zadellibel
De zadellibel (Anax ephippiger) is een echte libel (Anisoptera) uit de familie van de glazenmakers (Aeshnidae). Het is een zeldzame zwerver uit Afrika. In 2019 werden er in juni honderden zadellibellen waargenomen in Nederland. Er werden op diverse plaatsen eitjes afgezet. Op enkele plaatsen slopen in augustus en september honderden zadellibellen uit.
De wetenschappelijke naam van de soort werd in 1839 als Aeshna ephippigera gepubliceerd door Hermann Burmeister.

## Kenmerken
Het achterlijf is slank en relatief kort. De kleur van het achterlijf is zandkleurig oranjebruin, met een zwarte doorlopende rugstreep. De segmenten 8 tot 10 zijn donker met geelbruine vlekkenparen. Het borststuk is aan de bovenkant bruin, aan de onderkant geel. De ogen zijn zeer groot en raken elkaar boven op de kop over bijna de hele lengte; de kleur is bruin met een (groen)gele onderkant. Het gezicht toont twee dikke zwarte lijnen. Het mannetje heeft een opvallend hemelsblauw ‘zadel’ op de bovenzijde van achterlijfssegment 2. Bij jonge mannetjes is dit zadel echter nog onopvallend bleek paars. Het vrouwtje heeft meestal een onopvallend bleek paars ‘zadel’ dat onderbroken wordt door de donkere rugstreep.
De lichaamslengte van volwassen dieren ligt tussen 61 en 70 millimeter. De larve is relatief klein (42-44 mm) en heeft ovaalvormige ogen en een vrij kort niet halsvormig ingesnoerd prementum.

## Vliegtijd
De zadellibel vliegt in tropisch Afrika en Azië het hele jaar door en zwervers kunnen daarom in principe ook in Europa jaarrond verwacht worden.

## Gedrag en voortplanting
De larven leven in ondiep water, op de bodem of tussen spaarzame vegetatie. De zadellibel is aangepast aan voortplanting in zeer warme streken, waarin voortplantingswater vaak slechts korte tijd beschikbaar is. Het larvenstadium kan daardoor onder gunstige omstandigheden al binnen drie maanden worden voltooid. Het uitsluipen zou om die reden het meest voorkomen in de maanden augustus en september, maar dit is nog niet bevestigd. Na het uitsluipen vliegen zadellibellen vrijwel direct weg uit het voortplantingsgebied. Het zijn uitstekende vliegers, die net als andere glazenmakers lange jachtvluchten maken op beschutte plekken (bijvoorbeeld bosranden). Eiafzet vindt plaats in tandem. Succesvolle voortplanting is in Nederland voor het eerst aangetoond in augustus 2019, met de vondst van larvenhuidjes en verse imago's bij Itteren, in de Millingerwaard en diverse andere locaties.

## Habitat
In Afrika en Azië plant de soort zich voort in ondiepe, vaak tijdelijke wateren, met weinig vegetatie, veel prooidieren en geen vissen. Dit zijn optimale omstandigheden voor een snelle ontwikkeling van de larven. In Nederland kunnen zwervers overal worden verwacht, maar toch vooral ook bij ondiepe wateren zoals duinplassen en vennen. In het Middellandse Zeegebied is voortplanting vastgesteld in onder andere rijstvelden.

## Verspreidingsgebied
De zadellibel kan in heel Europa als zwerver worden verwacht, met een steeds groter wordende trefkans richting het zuiden. Het is de enige libel die ooit op IJsland is waargenomen. In het Middellandse Zeegebied vindt waarschijnlijk elk jaar wel ergens voortplanting plaats, in Midden-Europa alleen sporadisch. In Nederland is de trefkans langs de kust het grootst, omdat zwervers vaak de kustlijn volgen. Hier zijn tot nu toe dan ook de meeste waarnemingen gedaan.

## Verwante en gelijkende soorten
Verwarring is mogelijk met de zuidelijke keizerlibel (Anax parthenope), eventueel ook met de grote keizerlibel (Anax imperator) en de vroege glazenmaker (Aeshna isoceles).
Het achterlijf van de grote en zuidelijke keizerlibellen is langer en dikker. De opvallend blauwe zadelvlek van de mannetjes loopt bij de zuidelijke keizerlibel door aan de zijkant van de segmenten; bij de zadellibel blijft dit beperkt tot de bovenzijde. Zuidelijke keizerlibellen hebben meestal geen zandkleurig of oranjebruin achterlijf (maar met name vrouwtjes kunnen wel lichtbruin zijn). Bij de achterlijfspunt heeft de zadellibel drie paar geïsoleerde geelbruine vlekken op een zwarte achtergrond;  bij ander keizerlibellen ontbreken deze geïsoleerde vlekken. De ogen van de grote en zuidelijke keizerlibel zijn grotendeels groen, met blauwe, gele of bruine tinten. De (zeer grote!) ogen van de zadellibel zijn bruin, met een gele of groengele onderkant.
De vroege glazenmaker heeft ook een oranjebruin achterlijf, maar de brede doorlopende lengtestreep en het blauwe ‘zadel’ ontbreken. In plaats van het zadel heeft de vroege glazenmaker een gele spijkervormige tekening. De ogen zijn opvallend groen, terwijl die bij de zadellibel bruin met geel zijn.
In het larvenstadium is verwarring mogelijk met de grote keizerlibel, de zuidelijke keizerlibel en de Amerikaanse keizerlibel. De grote en zuidelijke zijn groter en de Amerikaanse kan groter zijn, maar alle drie hebben een halsvormig ingesnoerd prementum en een duidelijk mannelijke projectie. De larve van de zadellibel heeft dit niet.

## Bedreigingen en bescherming
De soort staat op de Rode Lijst van de IUCN als niet bedreigd, beoordelingsjaar 2010; de trend van de populatie is volgens de IUCN onbekend.
De zadellibel komt nog niet voor op de Nederlandse Rode Lijst (2004). Op de Belgische Rode Lijst (1998) geldt hij als zwerver en zich niet jaarlijks voortplantend.